# Albin Łakomy
Albin Łakomy vel Tomasz Sarnek pseud.: Twornik, Brzęczyk (ur. 16 lutego 1915 w Kamionnej, zm. 2 czerwca 1994 w Poznaniu) – zawodowy podoficer Wojska Polskiego, Polskich Sił Zbrojnych na Zachodzie i Armii Krajowej, starszy sierżant lotnictwa, radiomechanik i radiotelegrafista zawodowy, cichociemny.

## Życiorys

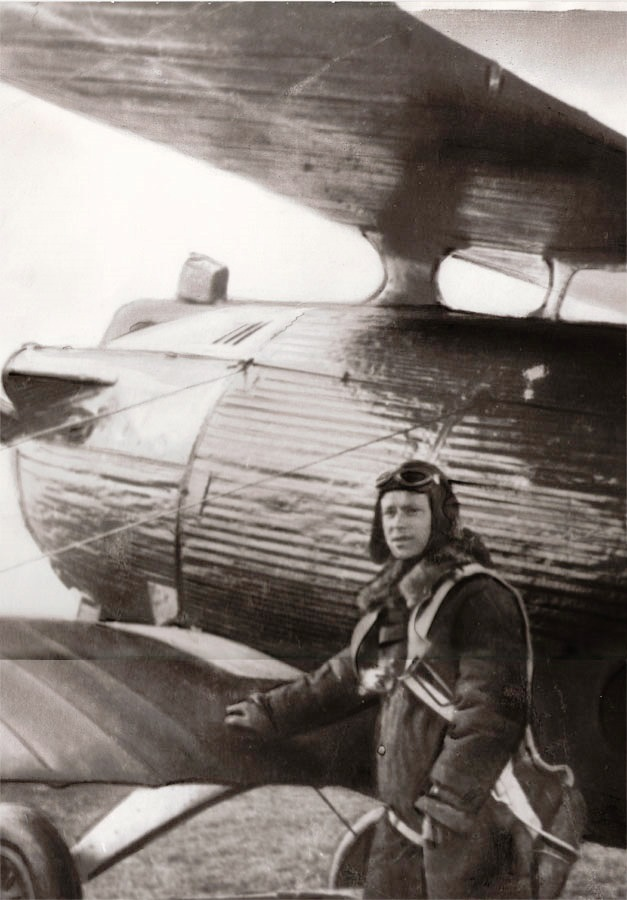
Albin Łakomy około 1936 roku przy samolocie Bréguet XIXB2
2 Pułku Lotniczego

Albin Łakomy ukończył pięć klas gimnazjum państwowego w Rawiczu i (w 1935 roku) 3-letnią Szkołę Podoficerów Lotnictwa w Bydgoszczy. Od 1932 roku został przydzielony do 2 pułku lotniczego w Krakowie, gdzie od 1937 roku został podoficerem i dowódcą drużyny łączności w 21 eskadrze liniowej.
We wrześniu 1939 roku walczył w swojej macierzystej eskadrze, która została przemianowana na 21 eskadrę bombową lekką i weszła w skład Brygady Bombowej. Przekroczył granicę polsko-rumuńską 18 września 1939 roku. Był internowany w Rumunii (w Turnu-Severinie). W marcu 1940 roku znalazł się we Francji, gdzie został skierowany do Polskich Sił Powietrznych w Lyonie. Walczył w osłonie Romorantin, w kluczu myśliwców kpt. Tadeusza Opulskiego (II Klucz Kominowy (Op)). 27 czerwca 1940 roku dostał się do Wielkiej Brytanii, gdzie 12 września został przydzielony do dywizjonu 308, a następnie do bombowego dywizjonu 300. Brał udział w lotach bojowych, zarówno w czasie bitwy o Anglię, jak w lotach nad kontynentem jako radiomechanik.
Zgłosił się do służby w kraju. Po przeszkoleniu w zakresie radiotelegrafii dla wsparcia lotnictwa, konspiracji i dywersji oraz kurs łączności w Cowdenbeath, został zaprzysiężony 4 marca 1943 roku w Oddziale VI Sztabu Naczelnego Wodza i przeniesiony do Głównej Bazy Przerzutowej w Brindisi we Włoszech. Zrzutu dokonano w nocy z 9 na 10 kwietnia 1944 roku w ramach operacji „Weller 1” dowodzonej przez kpt. naw. Stanisława Daniela. Dostał przydział do Oddziału V Łączności sztabu Okręgu Lublin AK, do oddziału partyzanckiego „Pająk”, będącego oddziałem radiołączności Komendy Okręgu, na stanowisko oficera teletechnicznego. Obsługiwał radiostację Komendy Okręgu w okresie od 1 maja do 30 lipca 1944 roku. Prowadził szkolenia dla żołnierzy i dowodził plutonem. Brał jednocześnie udział w wielu walkach, m.in.: w Pamięcinie, Walentynowie, Pilaszkowicach i Piaskach Luterskich, w których odznaczył się bojowością i odwagą.
W październiku 1944 roku pod przybranym nazwiskiem (Tomasz Sarnek) wstąpił do ludowego Wojska Polskiego, ale zagrożony aresztowaniem zdezerterował w sierpniu 1945 roku. Osiedlił się w Poznaniu, gdzie pracował w firmach Centra i Centrali Handlowej Przemysłu Drzewnego. W 1951 roku ukończył Technikum Przemysłu Drzewnego i zdał maturę. 12 listopada 1951 roku został aresztowany przez UB i przewieziony do więzienia mokotowskiego w Warszawie. Został skazany na 2,5 roku więzienia. W wyniku amnestii został zwolniony 12 marca 1954 roku. Pracował jako kierownik sklepu meblowego w Poznaniu. W 1976 roku przeszedł na emeryturę.

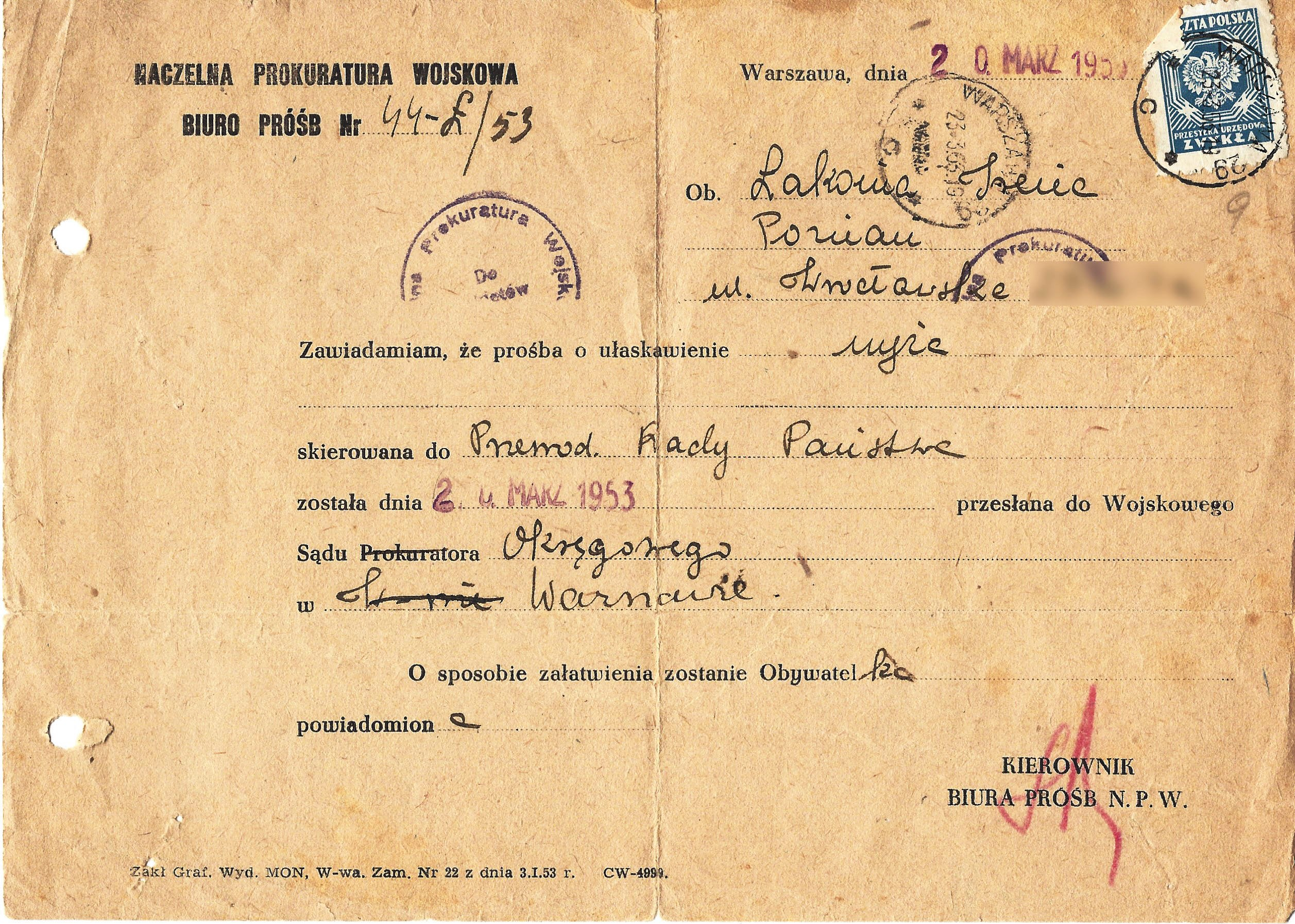
Pismo Naczelnej Prokuratury Wojskowej z 20 marca 1953 roku do żony Albina Łakomego informujące o skierowaniu jej prośby do Bolesława Bieruta o ułaskawienie została skierowana do Wojskowego Sądu Okręgowego

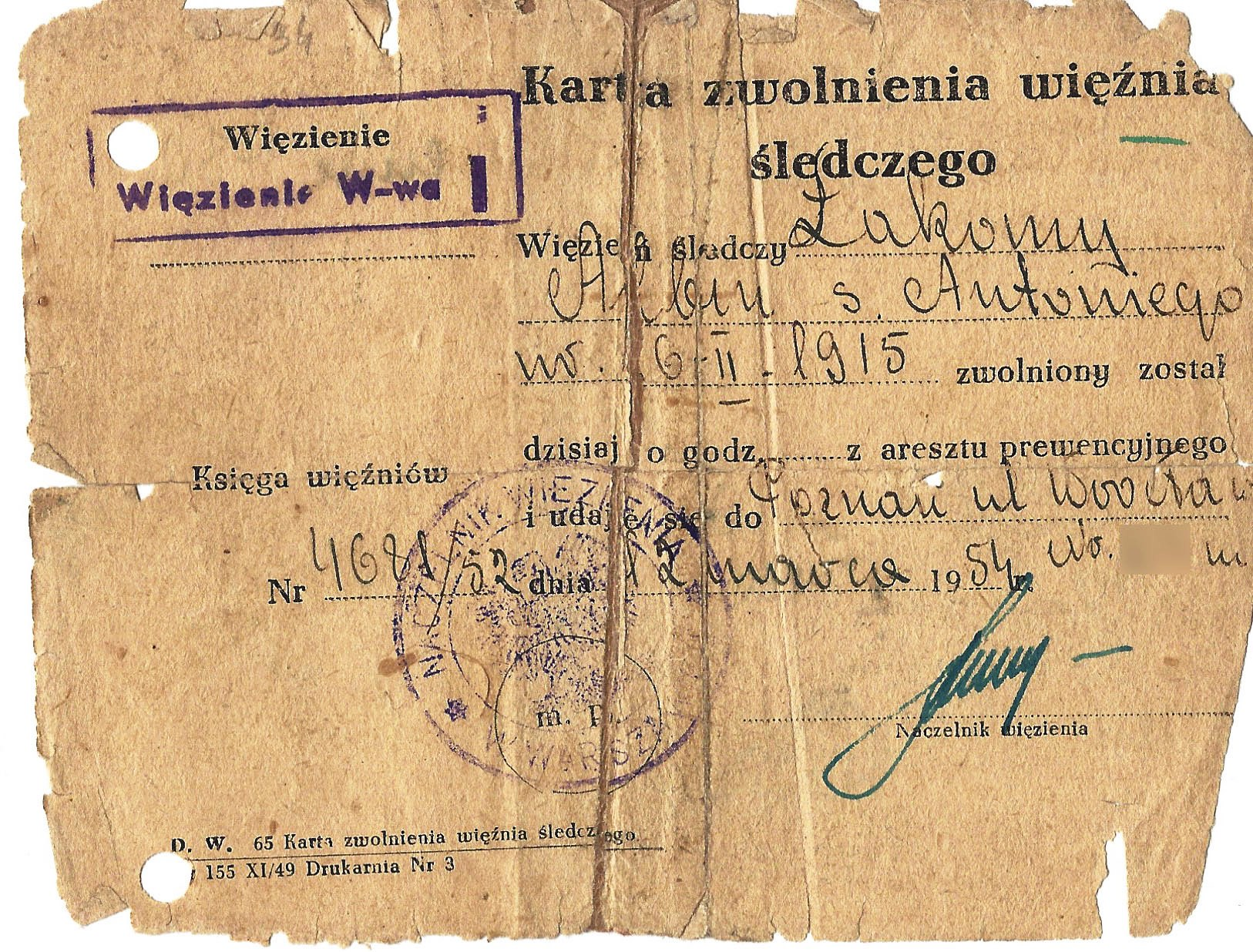
Karta zwolnienia Albina Łakomego z więzienia z 12 marca 1954 roku

Postanowieniem Wojskowego Sądu Okręgowego w Warszawie z 5 września 1996 roku wyrok w całości uchylono, a działalność Łakomego uznano za pracę na rzecz niepodległości Polski.

## Awanse
- plutonowy – lipiec 1941 roku
- sierżant – 4 marca 1943 roku
- starszy sierżant – 10 kwietnia 1944 roku

W niektórych dokumentach wystawionych po wojnie przez Ministerstwo Obrony Narodowej w Londynie pojawiały się informacje o tym, że Albin Łakomy został awansowany na chorążego i podporucznika. Nie są one potwierdzone przez inne dokumenty.

## Ordery, odznaczenia i odznaki
- Krzyż Srebrny Orderu Wojennego Virtuti Militari (1948) nr 13550
- Krzyż Walecznych (1949)
- Brązowy Krzyż Zasługi
- Krzyż Partyzancki (1961)
- Medal Lotniczy (czterokrotnie, 1946)
- Medal Wojska (czterokrotnie, 1948)
- Krzyż Armii Krajowej (1968)
- Defence Medal (Wielka Brytania)
- War Medal 1939-1945 (Wielka Brytania)
- 1939-1945 Star (Wielka Brytania)

- odznaka pamiątkowa Szkoły Podoficerów Lotnictwa dla Małoletnich (1935)
- odznaka 2 pułku lotniczego (1937)
- Znak Spadochronowy
- odznaka oddziału partyzanckiego AK „Pająk” (1984).

## Życie rodzinne
Albin Łakomy był synem Antoniego i Anny z domu Kwaśniewskiej. Był dwukrotnie żonaty:
- w 1938 roku ożenił się z Ireną Sobkowiak (1920–1987), z którą miał trzech synów: Jerzego (1939–1996), Ryszarda (ur. w 1952 roku) i Andrzeja (ur. w 1953 roku)
- po śmierci żony, 11 marca 1989 roku w Poznaniu ożenił się z Janiną z domu Augustyniak (primo voto Liberacką)[2].